# Dynastes grantii
Dynastes grantii — жук из рода Dynastes семейства пластинчатоусые.

## Описание
Длина тела в среднем достигает 58—65 мм, максимальная длина пойманного самца составляла 85 мм. Окраска варьирует от серой до бледно-жёлтой и зеленовато-коричневой. Голова чёрная. Надкрылья с тёмными (коричневыми или чёрными) пятнами, количество, размер, форма и расположение которых сильно варьируется. На голове самца находится большой рог, направленный вперед, с несколькими зубцами. На переднеспинке находится второй большой рог, направленный вперед и несколько изогнутый книзу. Нижняя сторона этого рога покрыта густыми рыжими или рыже-бурыми волосками. Самка без рогов, с более массивным брюшком.

## Ареал

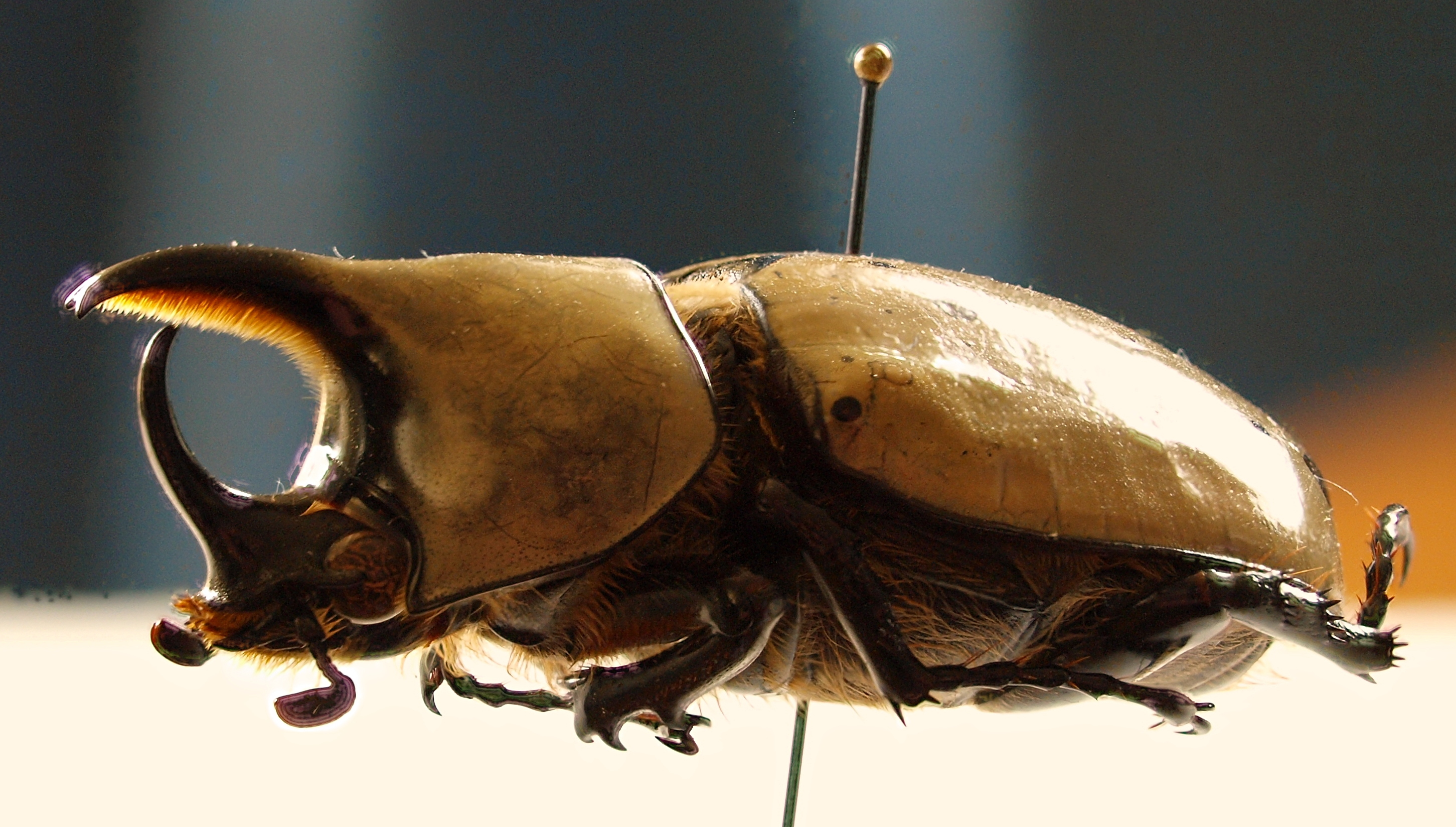
Самец. Вид сбоку

Встречается в северной части Мексики в штате Чиуауа и Юго-Западных Соединённых Штатах: в Аризоне, на западе Нью-Мексико и юге Юты. В западных Соединённых Штатах Dynastes granti самый большой вид пластинчатоусых.

## Биология
Жуки встречаются с середины августа до начала ноября. Питаются на забродившем вытекающем древесном соке и гниющих фруктах. Пищу ищут на поверхности почвы.
После спаривания самки зарываются в гнилую древесину, чтобы отложить яйца. Яйца откладывают по одному в пищевой субстрат личинок. Одна самка способна отложить около 100 яиц. Личинки питаются небольшими волокнами древесины. По мере роста и развития они продвигаются в субстрат и начинают питаться более твердой, подгнившей древесиной. Личинка окукливается в земле в куколочной колыбельке.

## Примечание
1. ↑  Dynastes grantii Архивировано 4 ноября 2010 года.
2. 1 2  BugGuide Архивная копия от 14 августа 2009 на Wayback Machine Species Dynastes grantii — Grant’s Hercules Beetle